# 美國—沙烏地阿拉伯關係
美沙關係或沙美关系（阿拉伯语：‎）是指沙烏地阿拉伯和美国之间的双边关系，始于1933年，当时两国建立了全面的外交关系，并在1951年的《相互防务援助协定》中正式确立。尽管两国之间存在分歧，沙烏地阿拉伯是极端保守的伊斯兰绝对君主制而美国是世俗的宪政共和国，但两国一直是盟友。美国前总统乔治·W·布什、巴拉克·奥巴马和唐纳·川普与沙烏地阿拉伯王室的高级成员有着密切而牢固的关系。
自1945年现代美沙关系开始以来，美国一直愿意忽视沙烏地阿拉伯王国的许多更具争议的方面，只要它能维持石油生产并支持美国的国家安全政策。自第二次世界大战以来，这两个国家一直联合起来反对共产主义，支持稳定的油价、油田和波斯湾石油运输的稳定，以及沙烏地阿拉伯投资的西方国家经济的稳定。特别是在阿富汗战争和海湾战争中，这两个国家是反对苏联的盟友。但是两国在对以色列的态度上一直存在分歧，甚至导致了1973年的石油禁运。在2003年伊拉克战争时期两国也存在分歧。911事件之后更加恶化了两国关系。尤其是到了奥巴马政府时期，两国关系更加的恶化。然而，2017年5月，美国总统唐纳德·特朗普访问沙烏地阿拉伯，这是他成为美国总统后的首次海外之行，加强了两国关系。
尽管两国关系密切，但最近几年的民意调查显示，美国人和沙烏地阿拉伯人之间存在负面情绪，尤其是美国人对这个沙漠王国的感觉。佐格比国际和BBC对沙烏地阿拉伯人进行的一项调查发现，2002年，51%的沙烏地阿拉伯人对美国人怀有敌意;在2005到2006年，沙烏地阿拉伯民众对美国的看法分歧很大，38%的人认为美国的影响是积极的，38%的人认为美国的影响是消极的。截至2012年，在美国留学的外国学生中，沙烏地阿拉伯学生占第四，占所有在美国接受高等教育的外国人的3.5%。2013年12月的一项民意调查发现，57%的美国人对沙烏地阿拉伯持负面看法，27%持正面看法。

## 國家資料
| 國旗         | 沙特阿拉伯                                        | 美国 |
| 國家         | 沙烏地阿拉伯                                      | 美国 |
| ------------ | ------------------------------------------------- | --- |
| 人口         | 33,000,000                                        | 320,760,000 |
| 面積         | 2,250,000 km2 (870,000 sq mi)                     | 9,826,630 km2 (3,794,066 sq mi)                                                                                                 |
| 人口密度     | 12.3/km2 (31/sq mi)                               | 31/km2 (80/sq mi) |
| 首都         | 利雅德                                            | 华盛顿哥伦比亚特区 |
| 最大城市     | 利雅德 – 5,254,560 (6,800,000 Metro)              | 纽约 – 8,336,697 (19,831,858 Metro)                                                                                             |
| 政府         | 单一制伊斯兰君主專制                              | 联邦主义总统制共和制 |
| 開國時間     | 1932年（沙特阿拉伯統一）                          | 1776年（美國獨立宣言） |
| 開國者       | 阿卜杜勒-阿齐兹·阿勒沙特                          | 乔治·华盛顿等美國國父 |
| 當前國家元首 | 萨勒曼·本·阿卜杜勒-阿齐兹·阿勒沙特                | 唐纳·川普 |
| 官方語言     | 阿拉伯語                                          | 英語 |
| 主要宗教     | 97% 伊斯兰教（多數為遜尼派）3% 其他               | 70% 基督教, 23% 无宗教, 2% 犹太教, 1% 伊斯兰教, 1% 佛教                                                                         |
| 人民組成     | 90% 阿拉伯貝都因人 10% 亞非混血的非裔阿拉伯人     | 74% 白人 14.8% 西班牙/拉丁裔（包括各種族） 13.4% 黑人 6.5% 其他 4.4% 亞裔美國人 2.0% 混血兒 0.68% 美洲原住民 0.14% 太平洋原住民 |
| GDP（名義）  | 6890.04億美元（$21,100 平均每人）                 | 17.841兆美元（$54,440 平均每人）                                                                                                |
| 國防支出     | $567億                                            | $5507億（2013年） |
| 使用貨幣     | 沙特阿拉伯里亚尔 (symbol: SR, ISO 4217 code: SAR) | 美元 (symbol: $, ISO 4217 code: USD)                                                                                            |

## 歷史

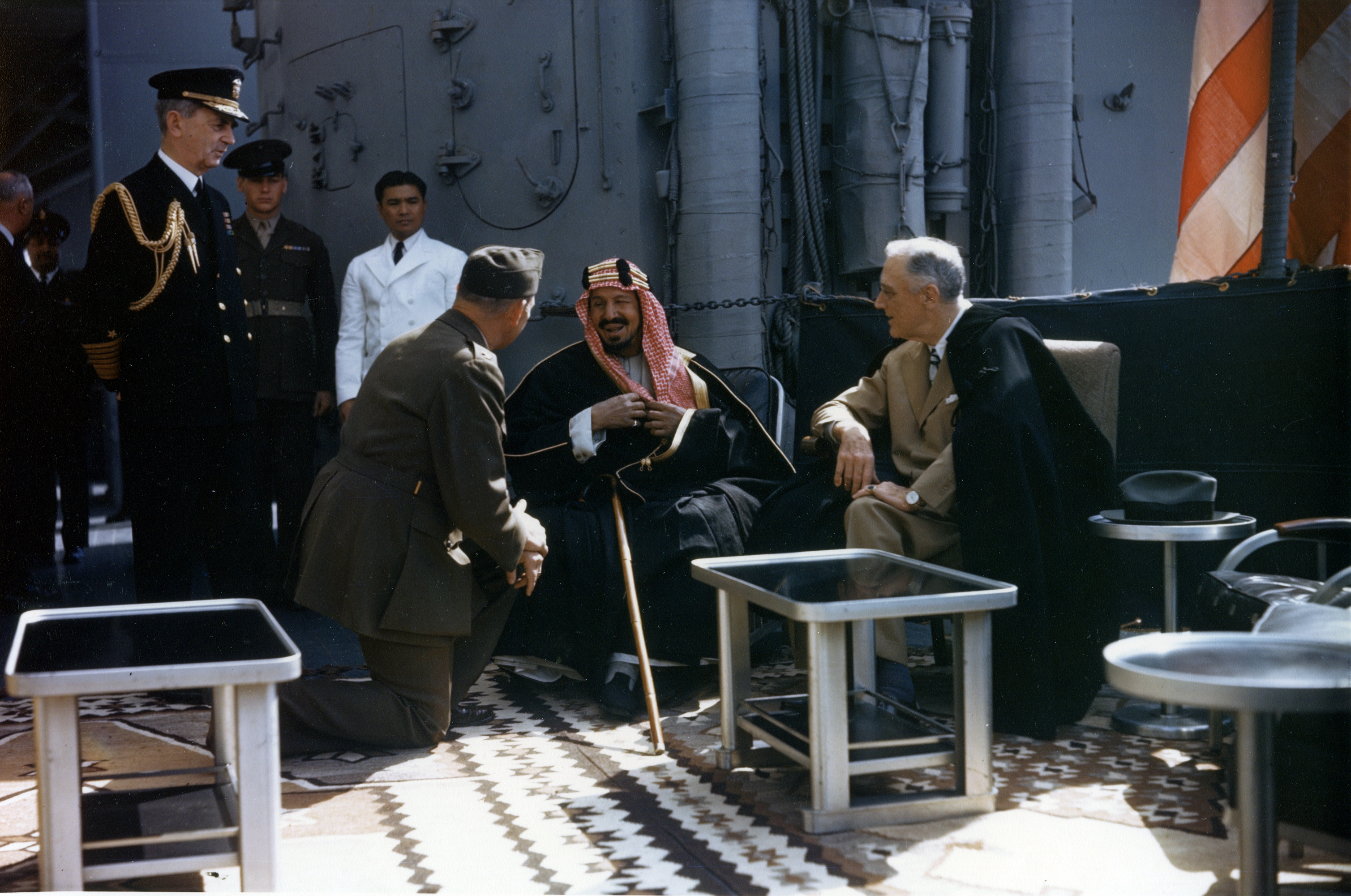
在1945年雅尔塔会议之后，伊本·沙烏地国王在船上与美国总统富兰克林·罗斯福进行了交谈。

### 早期歷史（承認）
尽管1901年沙特阿拉伯的创始人阿卜杜勒阿齐兹国王与英国人保持着良好的关系，因为英国曾经帮助沙特阿拉伯从奥斯曼土耳其独立，但沙特阿拉伯最终与美国建立了更紧密的联系。在1928年9月28日统一了他的国家之后，阿卜杜勒阿齐兹国王开始为沙特阿拉伯赢得国际认可。英国是第一个承认沙特阿拉伯为独立国家的国家，因为英国多年来一直向沙特阿拉伯提供保护。沙特阿拉伯还希望得到美国的认可，但是当时美国对沙特阿拉伯没有兴趣。1931年5月，美国才通过全面的外交承认正式承认沙特阿拉伯。与此同时，阿卜杜勒阿齐兹国王向美国公司加利福尼亚标准石油公司（Standard Oil of California）授予特许权，允许他们在该国东部省份哈萨（Has-Hasa）勘探石油。该公司向沙特阿拉伯政府提供了35,000英镑，还支付了各种租金和特许权使用费。
1931年11月，两国签署了一项条约，其中包括最惠国待遇。 然而，这种关系是脆弱的，甚至美国在沙特阿拉伯没有设立大使馆。当时，沙特阿拉伯事务由美国代表团在埃及开罗处理，直到1943美国才派驻大使到沙特阿拉伯。
沙特阿拉伯与美利坚合众国之间的关系于1933年得以加强，源于加利福尼亚标准石油公司获得特许石油开采权。 该公司的子公司，即加利福尼亚阿拉伯标准石油公司，也就是后来的ARAMCO在1938年勘探取得了丰硕成果，两国之间的关系在未来十年得到加强。 1945年，美国总统富兰克林·罗斯福在USS墨菲号上会见了阿卜杜勒阿齐兹国王，正式巩固了两国之间的友谊。

### ARAMCO基金會
长期以来，美国和沙特阿拉伯的贸易关系一直围绕着两个核心概念:安全和石油。在接下来的20年里，也就是五六十年代，两国关系显著加强。1950年，沙特阿美公司和沙特阿拉伯达成协议，对在沙特发现的石油进行50/50的利润分配。1951年，《共同防御援助协定》付诸实施，允许美国对沙特阿拉伯的武器贸易，以及美国集中在沙特阿拉伯的军事训练任务。这两个国家之间的关系，在贸易方面，继续被证明是高价值的，直到1973年，国王费萨尔得出结论，沙特阿拉伯将参加石油禁运，这是沙特阿拉伯和美国之间的第一个分歧。1974年，美国和沙特阿拉伯之间的石油禁运被解除，这使得美国和沙特阿拉伯得以签署军事合同，美国因此在1975财政年度收入了20亿美元。
在美国石油勘探者承诺沙特阿拉伯可能有很好的机会发现石油之后，沙特阿拉伯国王接受了美国的勘探提议，因为他希望他的土地上可以有宝贵的资源来支持国家的经济。1933年5月，加州阿拉伯标准石油公司，即后来的沙特阿美公司，开始在该国进行大面积的勘探。虽然当时进口石油对美国来说不是很重要，但华盛顿似乎对沙特石油很渴望，因为他们在沙特阿拉伯寻找石油的信心大大增加，这导致了与沙特阿拉伯的关系更加牢固。
CASOC在达兰附近发现了石油，但接下来几年的产量仍然很低——1941年至1945年间只有4250万桶，而不足同期美国产出的1%。该公司后来改名为阿拉伯-美国石油公司（Aramco）。

### 二戰以後
美國因支持以色列建國，更與親美的伊朗巴勒維政權為親密盟友關係，所以雙方關係冷淡，雖然沙烏地阿拉伯反共，但是與蘇聯維持不小的軍售與政治關係，因為沙國對伊朗強大與以色列的出現感到非常忌憚與敵意，一直到1962年待美沙雙方關係才有所升溫與改善，當時伊朗與沙烏地阿拉伯被美國稱為中東和平的雙柱，缺一不可，但是到了1979年代，伊朗巴勒維政權被伊斯蘭革命推翻，美伊斷交，沙伊雙柱也因此崩潰，雙方轉為對抗關係至今。

### 紹德國王上台（1953年）

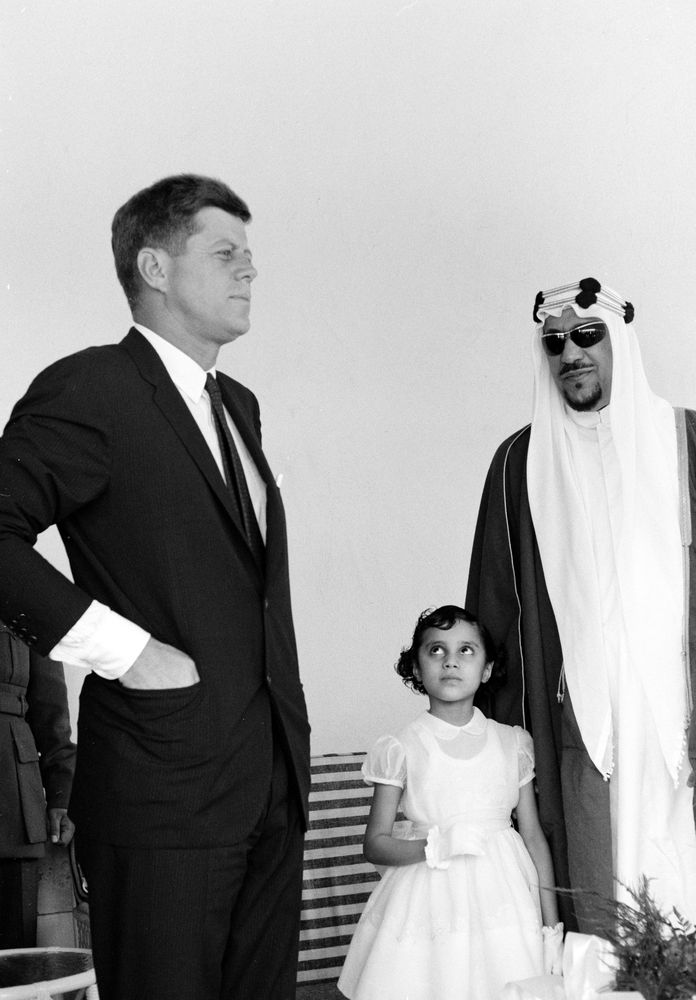
紹德國王與约翰·肯尼迪，1962年

### 冷戰和蘇聯解體
1962年也門革命期間，埃及從也門的基地攻擊沙特阿拉伯，促使紹德尋求美國支持。约翰·肯尼迪總統即時回應沙特的請求，於1963年7月派出美軍戰機到戰區，阻止威脅美國利益的攻擊。戰爭結束之時，美沙關係再次變得良好。

### 波斯灣戰爭
伊拉克於1990年8月入侵科威特，促使美國與沙特阿拉伯大幅加強雙方安全關係。在法赫德·本·阿卜杜勒-阿齐兹·阿勒沙特國王在獲得美國保證捍衛沙國安全，絕不拋棄沙國與保護伊斯蘭聖地的完好（麥加與麥地那）的承諾後，他同意讓美國在沙烏地阿拉伯部署大量兵力，雙方也締結了軍事與經濟的聯盟合作條約，保護沙特阿拉伯免受伊拉克軍南侵。最終伊拉克軍在波斯灣戰爭大敗。

### 南方觀察行動
自从海湾战争以来，美国在沙特阿拉伯驻军5000人，2003年伊拉克冲突期间，这一数字上升到1万人。南方观察行动执行了1991年之后在伊拉克南部设立的禁飞区，该国通过波斯湾航道出口的石油受到驻扎在巴林的美国第五舰队的保护。美国军队继续驻扎在沙特阿拉伯，是由于911恐怖袭击 和霍巴尔塔爆炸案。2003年，美国从沙特阿拉伯撤出了大部分军队，不过仍有一支部队留在那里。

### 裂痕
2018年10月，賈邁勒·卡舒吉一案让美国陷入了困境，因为特朗普和他的女婿贾里德·库什纳与穆罕默德·本·萨勒曼有着强烈的个人和官方关系。在一次采访中，特朗普发誓要彻查此案，如果沙特王国被发现参与了这名记者的失踪或暗杀，将会受到“严厉惩罚”。沙特外交部回应称，如果沙特“收到任何行动，它将以更大的行动回应”，称这个石油资源丰富的王国“在全球经济中具有重要影响”。沙特国有新闻频道阿拉伯电视台总经理Turki Aldakhil表示，两国间的冲突将对世界经济产生直接影响。“如果美国对沙特实施制裁，我们将面临一场撼动整个世界的经济灾难，”Aldakhil说。
在数周的否认之后，沙特阿拉伯接受了卡舒吉在伊斯坦布尔沙特领事馆的“斗殴”中死亡的事实。朱拜尔说，这名记者之死是一场“谋杀”，是一个“巨大的错误”。但他否认知道尸体的下落。在此案之后，美国承诺撤销对卡舒吉之死负责的沙特公民的签证。

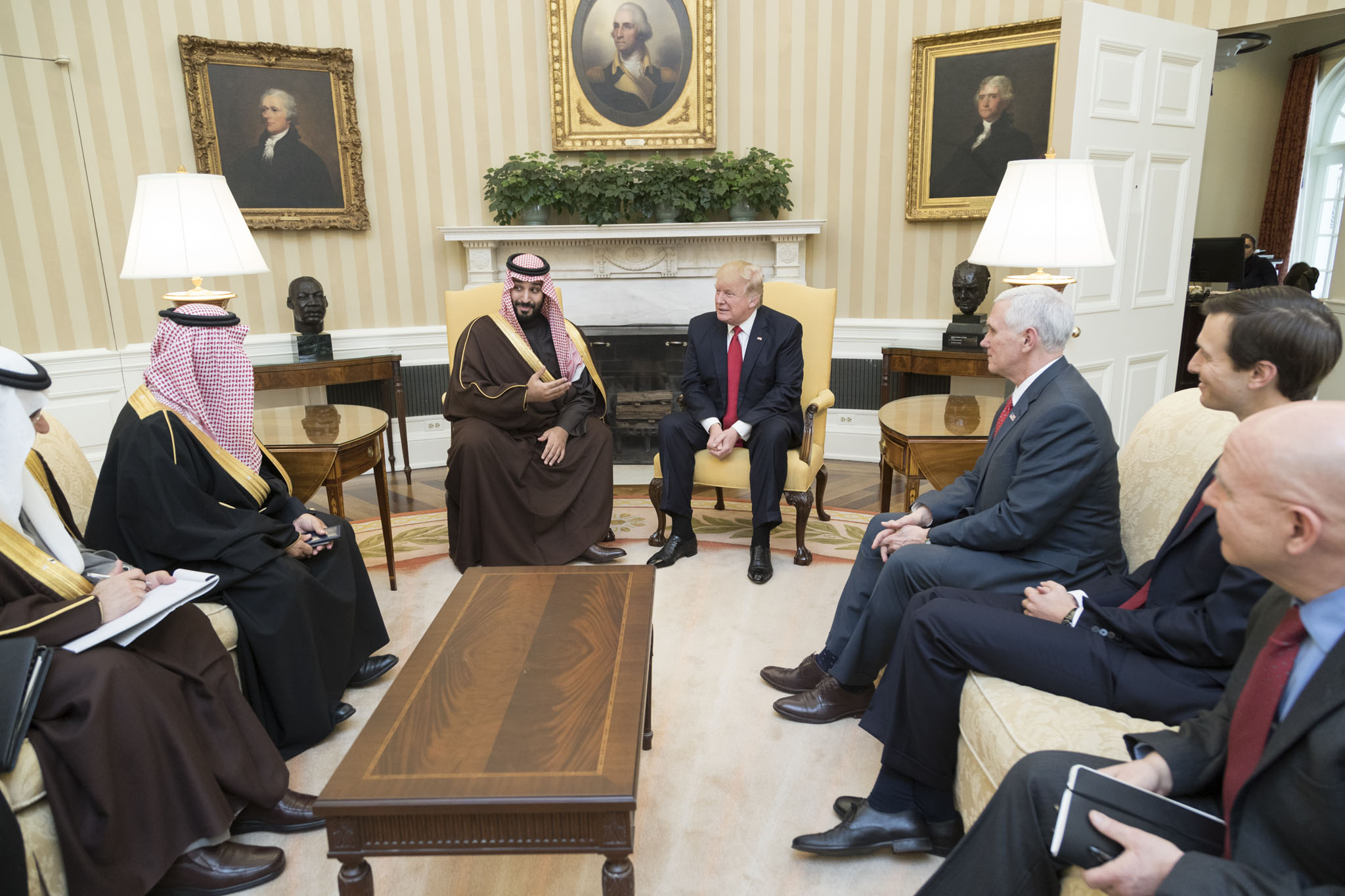
2017年3月，美国总统唐纳德·特朗普和沙特阿拉伯王储穆罕默德·本·萨勒曼在白宫。

2018年11月，特朗普为沙特阿拉伯辩护，尽管该国参与了卡舒吉被杀事件。中东问题专家认为，美国国会仍可能对一些沙特官员和王储实施制裁。然而，即使没有实施制裁，穆罕默德·本·萨勒曼也不可能访问华盛顿，或与特朗普政府建立直接关系。
然而，2018年11月，特朗普提名会说阿拉伯语的退役美国陆军将军约翰·阿比扎伊德担任美国驻沙特大使后，美国和沙特的关系再度加强。沙特阿拉伯也带来了新的面孔，任命了他们的第一位女性大使，Reema bint Bandar Al Saud公主，来帮助平息卡舒吉死亡后的关系。
2018年12月12日，美国参议院外交关系委员会通过一项决议，暂停向沙特阿拉伯出售与也门冲突有关的武器，并对阻碍人道主义救援进入也门的人员实施制裁。参议员林赛·格雷厄姆说:“这发出了一个全球信息，即仅仅因为你是美国的盟友，你就不可能不受惩罚地杀人。”与沙特阿拉伯的关系并不适合美国。这与其说是一种资产，不如说是一种负担。”
2019年4月8日，美国国务卿迈克·蓬佩奥宣布，与哈苏吉谋杀案有关的16名沙特公民被禁止进入美国，其中包括与穆罕默德·本·萨勒曼关系密切的助手沙特·阿尔卡塔尼。

## 爭議

### 911事件
2001年9月11日美國本土發生了一系列自殺式飛機恐怖襲擊事件，蓋達組織承認其發動此次襲擊，當天早晨，19名蓋達組織恐怖分子劫持4架民航客機，世貿現場中，包含劫機者在內，總共有2,749人在這次襲擊中死亡或失蹤。絕大多數的傷亡者為平民，其中有87個不同國家的公民。另外根據驗屍官確認，至少有1人因暴露於世貿中心倒塌時的煙塵中引發呼吸系統疾病死亡，五角大廈因特殊防禦式建築僅有外圍毀損，未造成主建築毀壞與人員傷亡，但是此次事件引起美國全國公憤，這是自1812年美英兩國發生戰爭（又稱第二次美國獨立戰爭）和1941年日本襲擊珍珠港以來，第三次美國國土遭受敵人攻擊，因此，華盛頓當局從2002年12月至2016年7月，911事件調查報告書中有28頁一直處於美國政府保密之下，目前美國國會議員可以在經過批准和嚴格監視下閱讀這28頁報告，這28頁報告被普遍認為是有關某國政府直接涉及911事件的資料。根據聯邦調查局和中情局泄露出來的文件顯示，這個國家極可能是沙烏地阿拉伯。總統歐巴馬在2009年承諾公開這28頁報告，給予受難者家屬一個交代，2016年7月16日，美國國會公布該28頁報告的大部分內容，儘管如此，報告中還有174處文字被保密而塗黑至無法閱讀，根據被公布的部分，儘管其內容僅是調查員懷疑沙國皇室駐美大使的一些可疑電話，卻委婉的從側面證實之前外界依據泄露文件做出的猜測。
其後，部分911受難家屬要求美國法院判決沙國負起恐攻責任，沙烏地阿拉伯官方則揚言表示，如果歐巴馬政府敢讓美國法院判決自己的盟友與敵人有瓜葛，甚至有罪，那麼我們只好拋售持有2500萬美金的美國債券與降低美沙關係以示報復!

### 拐卖儿童
美国儿童被国际绑架到沙特阿拉伯的事件引发了持续不断的批评，并导致2002年美国国会举行的听证会，在沙特阿拉伯被绑架儿童的父母发表了与绑架儿童有关的慷慨激昂的证词。总部位于华盛顿的Insight在同一时期发表了一系列关于国际绑架的文章，多次提到了沙特阿拉伯。

## 军事關係

### 2010年美國對沙軍售

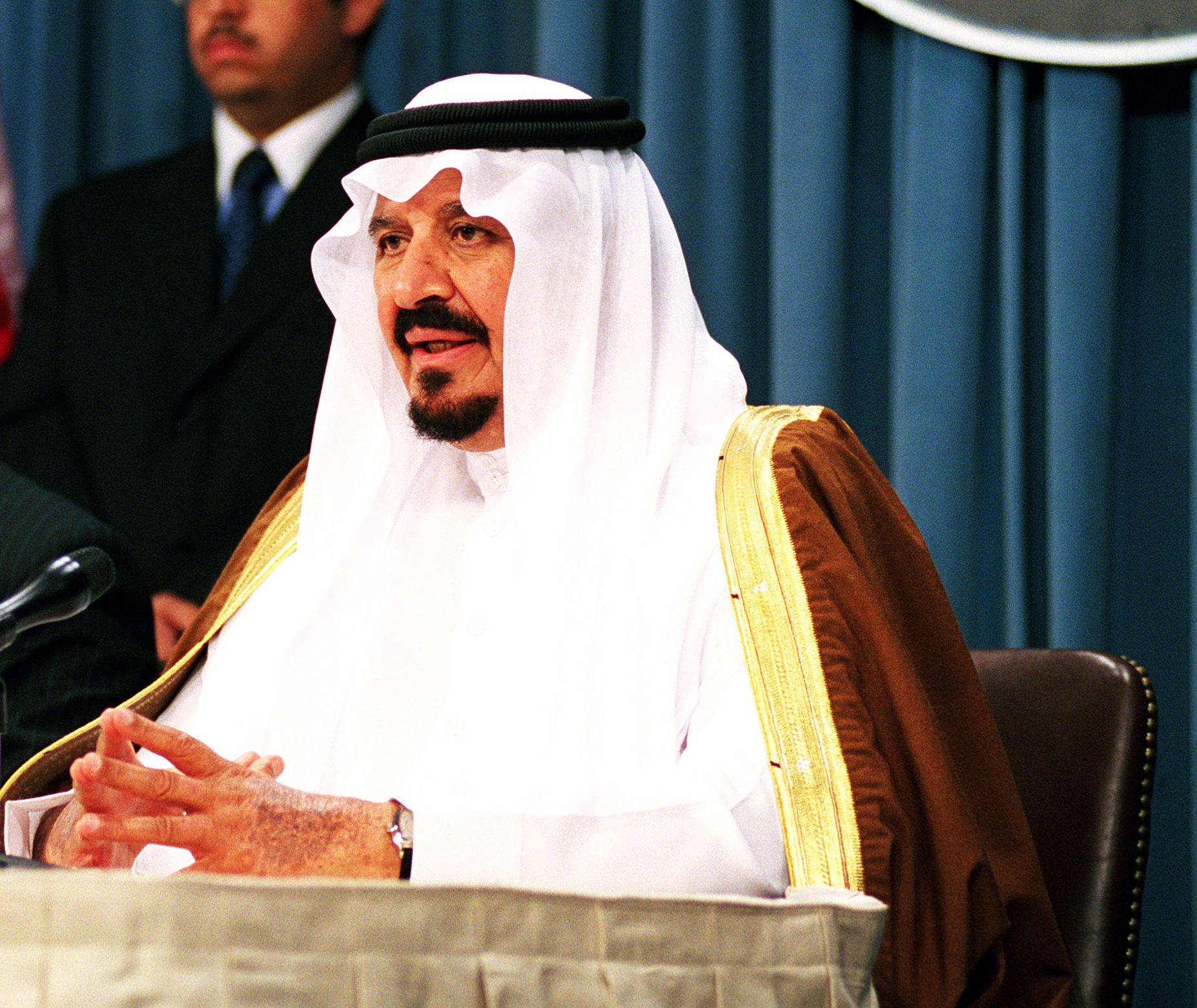
时任沙特阿拉伯王储苏尔坦·本·阿卜杜勒-阿齐兹·阿勒沙特在白宫

2010年10月20日，美国国务院通知国会有意在美国历史上进行最大规模的军售，沙特阿拉伯王国估计购买了价值605亿美元的军备，该方案代表了沙特武装部队进攻能力的显着提高。
美国希望指出，武器转让将增加与美国军队的“互操作性”。 在1990- 1991年的海湾战争中，由美国训练的沙特军队以及按照美国规格建造的军事设施，使美国武装部队能够在舒适和熟悉的战斗环境中部署。 随着美国先进的军事基础设施即将建成，这项新协议使得这方面的能力有显著的的提升。

### 2017年千亿美元军售
2017年特朗普首次出访选择了利雅得，期间美国与沙特签订了包括持续10年的军售协议，其中的1100亿美元军售协议立即生效，而最终额度将高达3500亿美元，这也是美国历史上数额最大的单笔军火交易。据《华盛顿邮报》此前的报道，沙特此次购买的美制武器包括海岸警卫队舰只、装甲车、导弹、弹头、各类弹药等。白宫方面表示，面对来自伊朗的威胁，这笔军火交易长期内将为沙特以及其他波斯湾地区国家提供安全支持。卡舒吉案发生后，特朗普不顾美国国会的阻挠继续进行对沙特阿拉伯的武器出口。

### 其他
拜登政府初期，美國因担忧叶门人权问题而针对沙乌地阿拉伯实施军售禁令。2024年8月12日，美國恢复向沙特出售攻击性武器，並希望沙特在化解加萨冲突中发挥作用。

## 经贸关系
沙特阿拉伯被列为世界第27大出口经济体。历史证明，沙特阿拉伯是一个成功的贸易港，数据显示，2016年的贸易顺差接近320亿美元。

### 能源和石油
自20世纪初以来，沙特阿拉伯一直是美国诱人的贸易伙伴。两国间最大的商品交易是石油。众所周知，这种紧密的关系要归功于美国在整个后现代时期对石油的需求。自2012年以来，美国每天进口大约1万桶石油(其中包括美国原油和产品进口总量)。由于20世纪末和21世纪初中东地区不断升级的紧张局势，沙特阿拉伯一直需要武器、军队训练和军队支援。2016年后，美国继续与沙特阿拉伯进行贸易，主要是与石油相关的商品。沙特阿拉伯最大的出口产品是原油(961亿美元)，精炼石油(130亿美元)，乙烯聚合物(101亿美元)，丙烯聚合物(49.3亿美元)和醚(36亿美元)，采用1992年修订的HS(协调制度)分类。进口最多的是汽车(118亿美元)、飞机、直升机或宇宙飞船(34.8亿美元)、包装药物(33.4亿美元)、广播设备(32.7亿美元)和飞机零部件(21.8亿美元)。

## 外部連結
- History of Saudi Arabia - U.S. relations （页面存档备份，存于）

- Embassy of Saudi Arabia- Washington, DC （页面存档备份，存于）
- Embassy of U.S.A. - Riyadh
- Consulate General of U.S.A. - Dhahran
- Consulate General of U.S.A. - Jeddah
- Odah Sultan Odah, Saudi-American Relations 1968-1972 （页面存档备份，存于）